# Pyrrhique (poésie)
En poésie, le pyrrhique (πυρρίχιος, pyrrhíchios en grec) ou dibraque (δίϐραχυς, díbrachys en grec) est un pied de la métrique antique composé de deux syllabes brèves (ou non accentuées). Il est utilisé dans la métrique antique et s'écrit : | ∪ ∪ |.